# 臺灣區生產事業管理委員會
臺灣區生產事業管理委員會，簡稱生管會，是一個存在於1949年（民國三十八年）6月至1953年（民國四十二年）9月、隸屬於臺灣省政府的委員會。
在民生主義的口號下，臺灣區生產事業管理委員會被授權統籌管理國營、國省合營及省營生產事業。該委員會握有公營事業金融、原料、貿易、產銷、價格等各種營業資源的控制權，並有其業務、計畫、資金、人力資源等決策權，復兼管民營事業與公營事業的配合事務。
臺灣區生產事業管理委員會曾要求其下造紙公司、臺灣鹼業公司減縮業務、裁員，並曾因臺灣省政府建設廳樟腦局存貨太多而減縮其業務及裁員，復因樟腦局產品滯銷及匯率變動因素等將其縮併為樟腦廠、再併入臺灣省菸酒公賣局。此外，臺灣醫療物品公司也遭該委員會裁撤。
後來，臺灣區生產事業管理委員會逐漸成為一個經濟決策機構。1953年9月，該委員會遭裁撤，部份經濟決策業務轉至行政院經濟安定委員會工業委員會與臺灣省政府外匯貿易審議小組，執行業務則劃歸臺灣省政府相關廳、處。1955年2月，行政院外匯貿易審議委員會成立，財政部部長徐柏園兼任首任主任委員；同時裁撤臺灣省政府外匯貿易審議小組。

## 外部鏈結
- 台灣區生管會| 中研院近史所檔案館 （页面存档备份，存于）
- 臺灣區生產事業管理委員會 - 國史館臺灣文獻館 （页面存档备份，存于）